# 天主教圣巴勃罗教区
天主教圣巴勃罗教区 （拉丁語：Dioecesis Sancti Pauli in Insulis Philippinis）是菲律賓一個羅馬天主教教區，屬天主教马尼拉总教区。轄區包括內湖省。
2006年有教友2,416,743 人、80個堂區、177名司鐸。現任教區主教為良·德羅納，座堂是底比斯的聖保祿座堂。
1966年11月29日升為教區。